# 정성훈 (1977년)
정성훈(鄭星勳, 1977년 12월 29일 ~ )은 전 KBO 리그 삼성 라이온즈, 두산 베어스, LG 트윈스의 우완 사이드암 투수이다.

## 선수 활동
1996년 입단하여 2군 남부리그 다승 1위에 올라 1년 후 1997년 시즌 1군에 승격하여 첫 경기이며, 2002년 삼성 라이온즈에서 방출된 이후 2003년 두산 베어스로 이적하여 불펜의 핵심이 되었으나 2004년 병역 비리에 연루되어 시즌 후 육군 의장대로 현역 복무를 하였다. 제대 이후 복귀했으나 2007년에 부진했고, 어깨 부상으로 수술을 받게 되어 2008년 두산에서 방출되었다. 재활 후 LG 트윈스에 입단했으나 1군에는 오르지 못하고 2군에서 1패만 기록했다. 거기에다가 부상이 아직 있어서, 2010년 5월 26일 LG 트윈스에서도 방출되었다.

## 출신학교
- 대구본리초등학교
- 대구중학교
- 대구고등학교